# Gabriella Del Grosso
Gabriella Del Grosso (Roma, 4 ottobre 1944 – 11 maggio 1990) è stata una matematica italiana.

## Biografia
Laureatasi in Matematica sotto la guida di Bruno de Finetti, ne è divenuta collaboratrice presso l'Università degli Studi di Roma "La Sapienza". In seguito, ha insegnato anche all'Università degli studi di Messina e di Camerino, divenendo professore ordinario. 

La sua attività di ricerca ha riguardato soprattutto la teoria dei processi stocastici, sia da un punto di vista teorico che applicato. In particolare, si è interessata dell'applicazione di tale teoria alla Meccanica statistica ed alla Biologia. 

Alla sua morte, il fondo Gabriella Del Grosso ha istituito un premio Gabriella Del Grosso per le migliori tesi di laurea riguardanti la teoria dei processi stocastici. Tale fondo ha anche effettuato la donazione di un consistente numero di volumi d'argomento matematico (per lo più appartenuti a Gabriella Del Grosso) a favore della biblioteca del dipartimento di Matematica dell'Università "La Sapienza".